# Supercoupe de Belgique de football 2015
La Supercoupe de Belgique 2015 est un match de football qui oppose le champion belge 2014-2015, le KAA La Gantoise au vainqueur de la Coupe de Belgique 2014-2015, le FC Bruges.
La Gantoise remporte le match 1 but à 0 grâce à un but de Laurent Depoitre en fin de match. C'est la première victoire en Supercoupe de Belgique pour le club gantois, en 3 participations.

## Feuille de match
| 16 juillet 2015 | KAA La Gantoise      | 1 - 0   | FC Bruges | Ghelamco Arena, Gand |  |
| 20h35 (UTC+2)   | Laurent Depoitre 87e | (0 - 0) |           |                      |  |